# Borretsch
Borretsch (Borago officinalis), auch Boretsch geschrieben, auch als Gurkenkraut oder Kukumerkraut bezeichnet, ist eine zur Familie der Raublattgewächse (Boraginaceae) gehörige Pflanze. Sie wird als Gewürz- und Heilpflanze verwendet und trägt daher das Artepitheton „officinalis“. Sie ist ursprünglich im Mittelmeerraum beheimatet und wird seit dem späten Mittelalter in Mitteleuropa kultiviert.

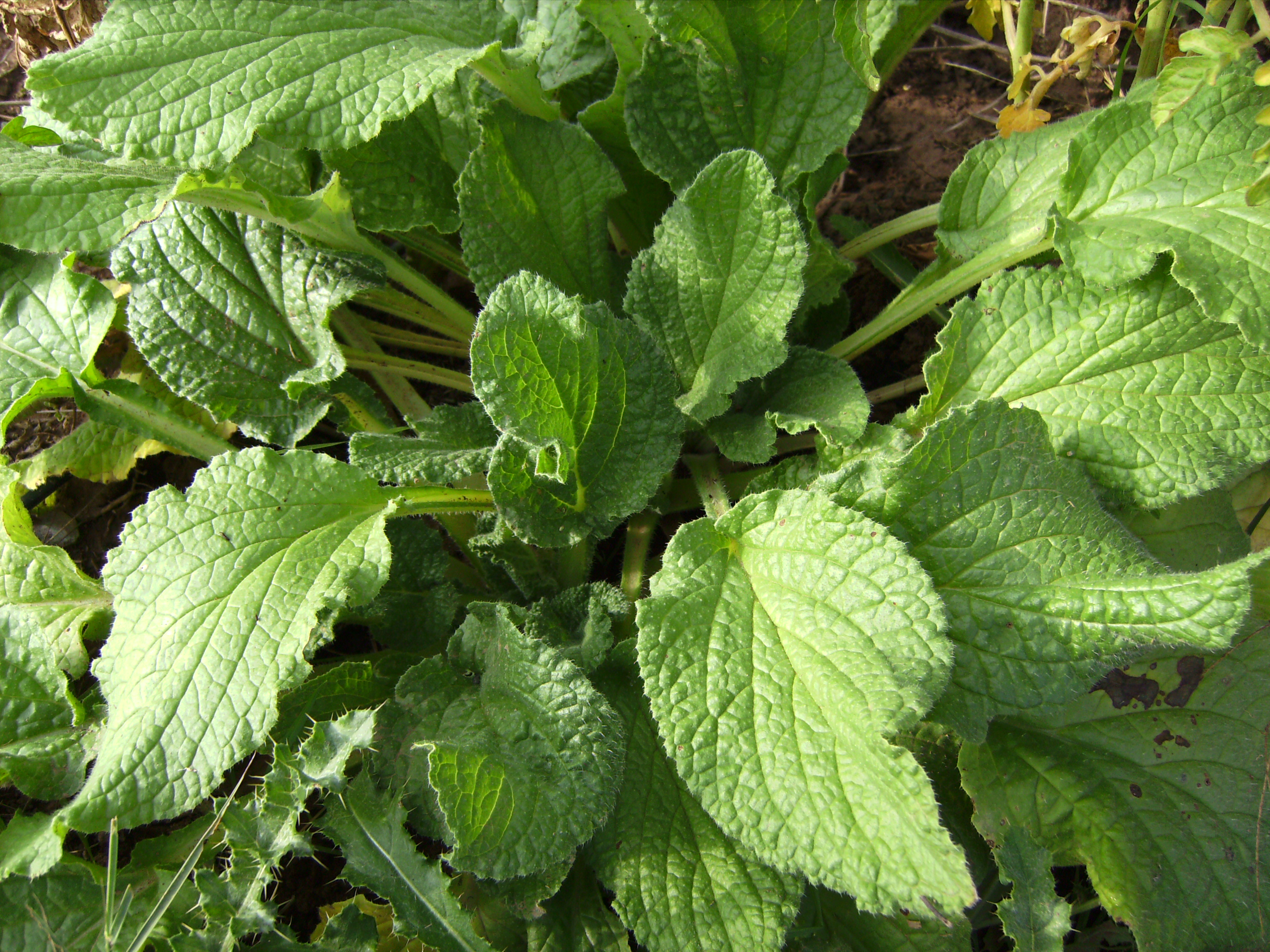
Behaarte runzelige Laubblätter

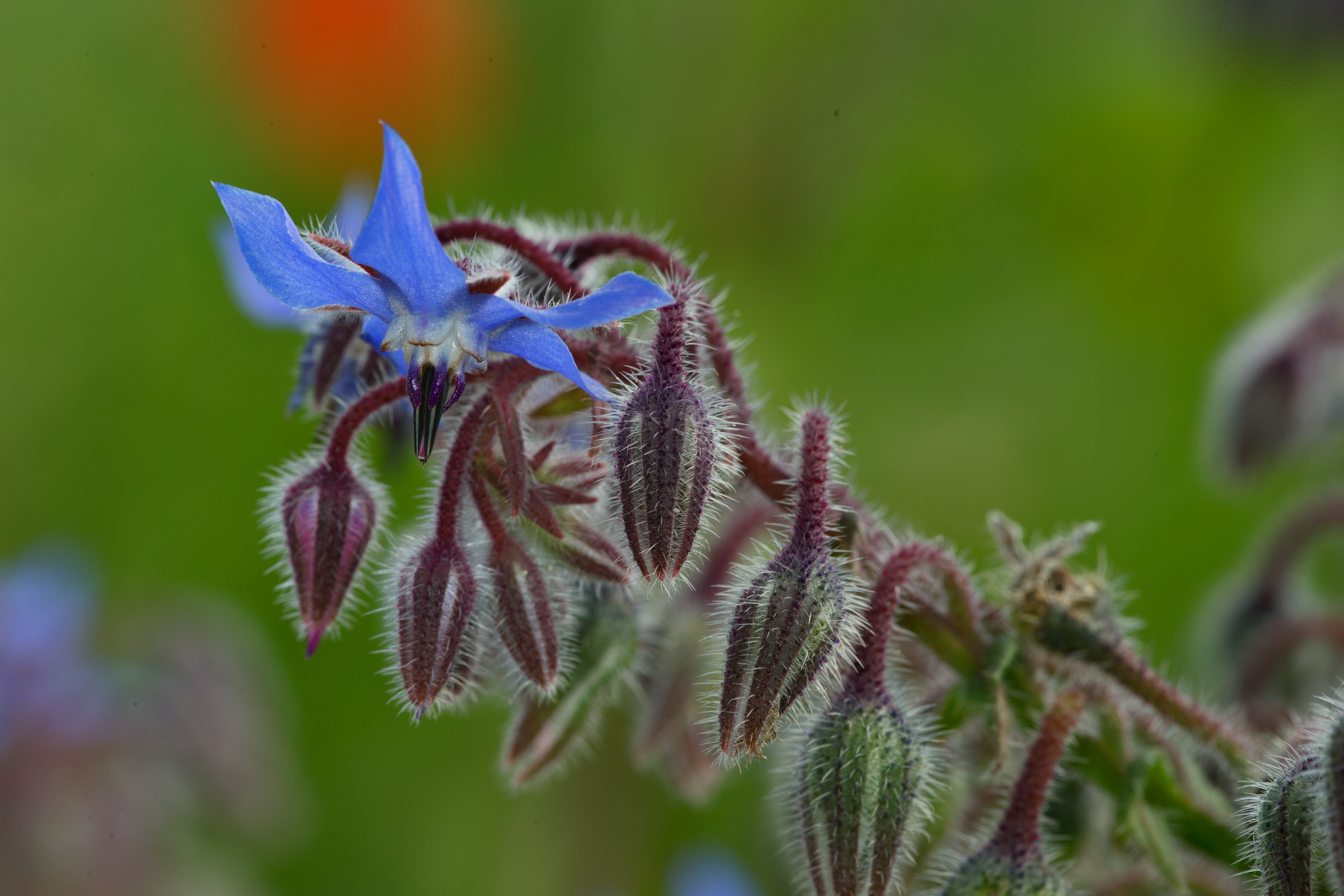
Ausschnitt eines Blütenstandes und blaue Blüte

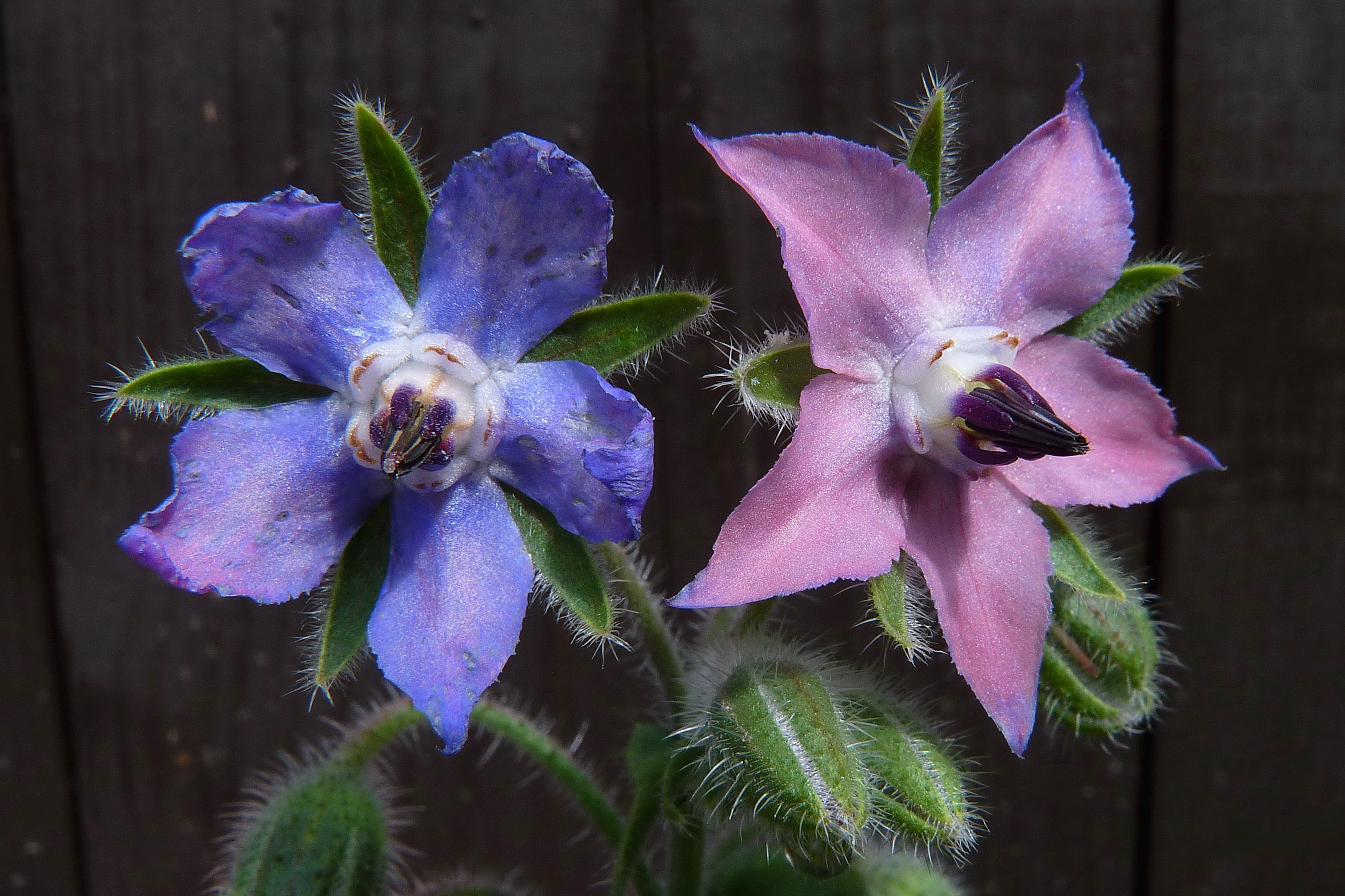
Zwei Borretschblüten, die zunächst rosafarbene Blüte färbt sich später blau

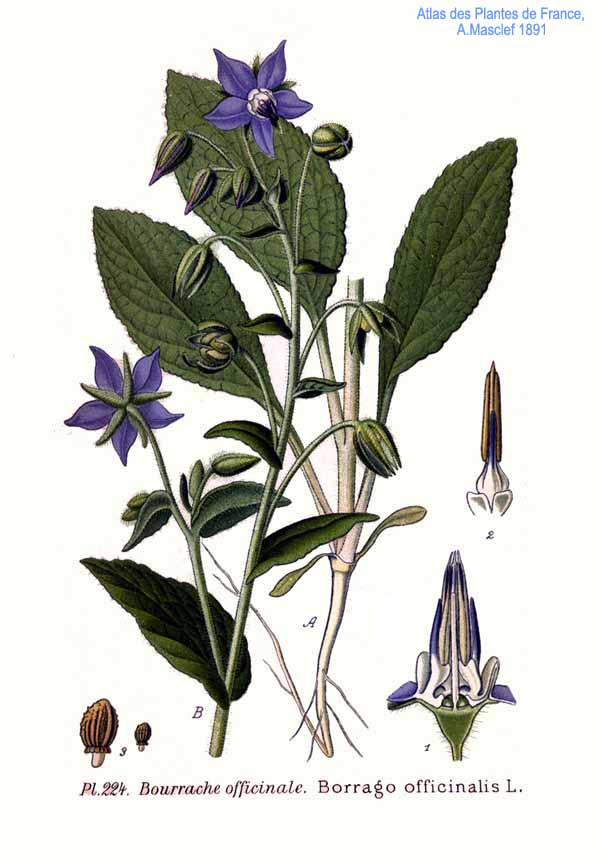
Borretsch, Illustration

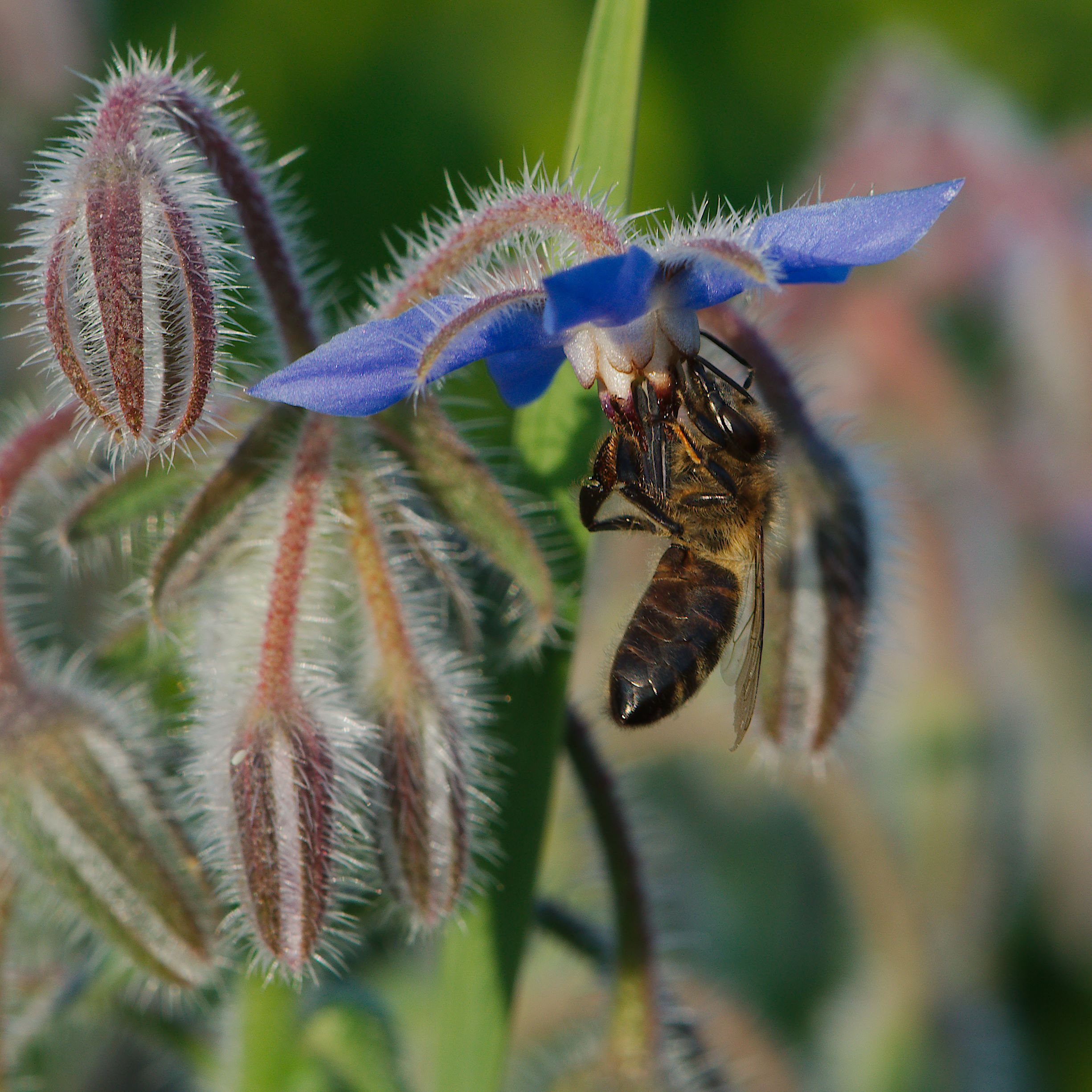
Honigbiene auf einer Borretschpflanze mit offenen und geschlossenen Blüten

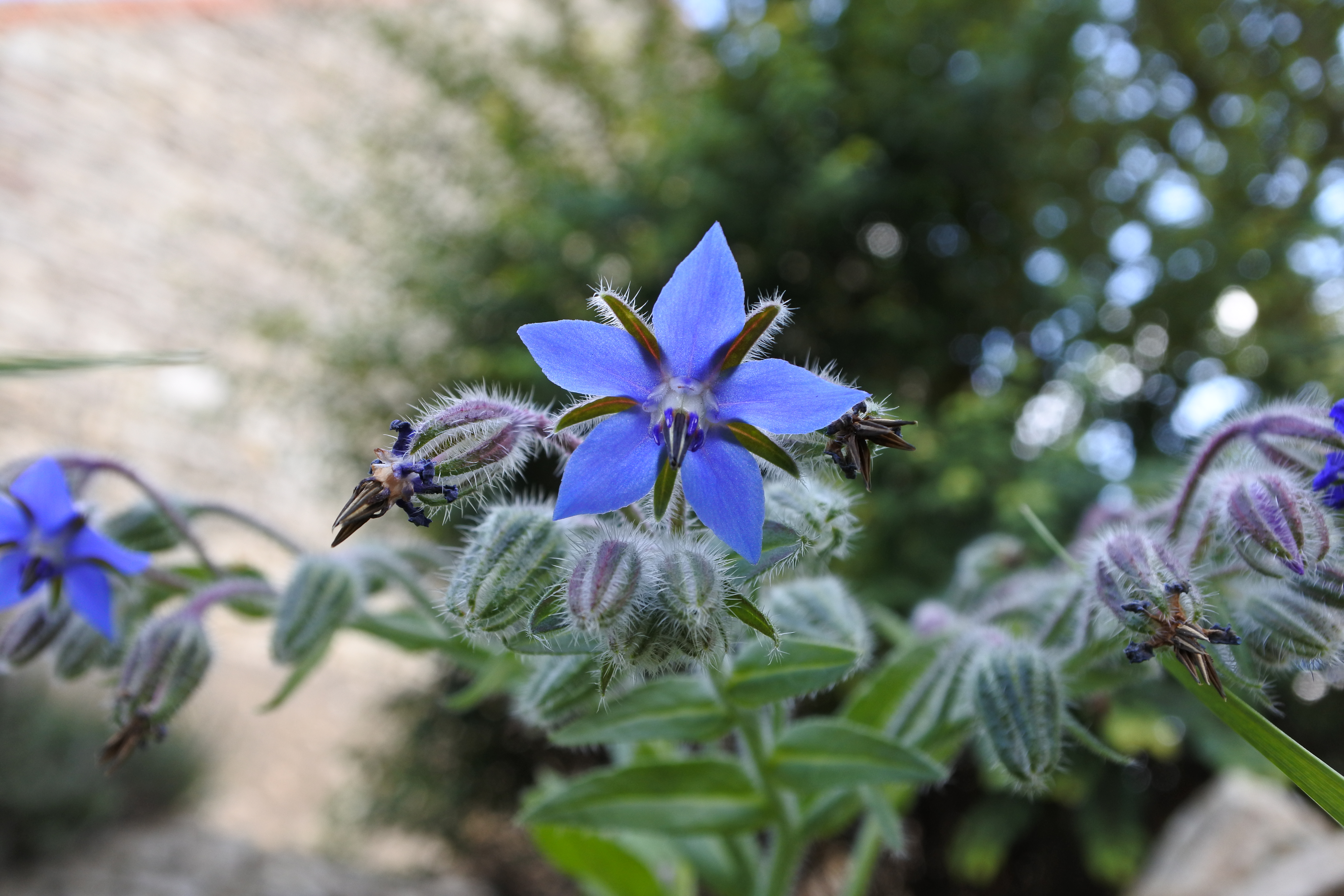
Blütenstand und Blüte

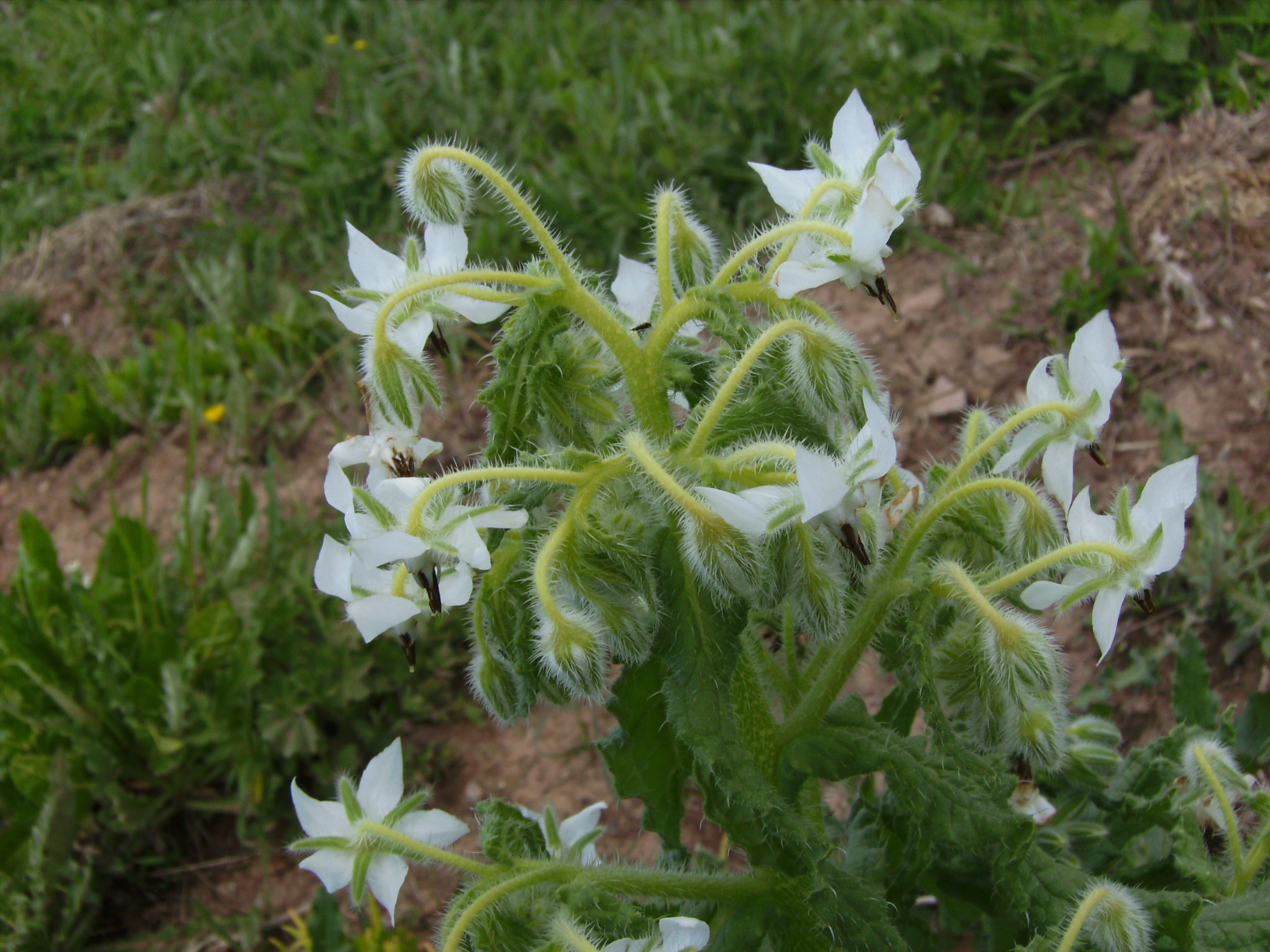
Ein Cultivar mit weißen Blüten

## Namensherkunft
Für die gebräuchliche Bezeichnung Borretsch oder Boretsch (von mittelhochdeutsch boretsch; Synonym: lateinisch borago, geschrieben häufig auch Borrago, gelegentlich auch Porrich und Borrich) gibt es eine Reihe unterschiedlicher Erklärungen. Einige Autoren leiten Borretsch vom lateinischen Wort borra, „Gewebe aus rauer Wolle“, ab und vermuten eine Beziehung zu den behaarten Stängeln und Blättern. Andere Autoren sind der Meinung, der Name stamme vom arabischen abu r-rach, „Vater des Schweißes“, und verweisen auf die in der Volksmedizin genutzte schweißtreibende Wirkung des Borretsch. Gelegentlich wird Borretsch auch auf das keltische Wort borrach (= Mut) zurückgeführt.
Der im Volksmund gelegentlich verwendete Name Gurkenkraut leitet sich vom charakteristischen Gurkengeschmack der Blätter ab. Weitere volkstümliche Bezeichnungen für die Art sind Augenzier, Blauhimmelstern, Herzblümlein, Herzfreude, Liebäuglein und Wohlgemutsblume. Daneben existieren die mittelhochdeutschen Trivialnamen Bernarga, Bernarghe, Borach, Borahe, Borets, Borrasie, Borrassye, Burrase, Burrasie, Porrasie, Porstasie, Puretsch, die mittelniederdeutschen Namen Barasie oder Baratze sowie die Bezeichnungen Beragä (Pinzgau), Burres, Burretsch, Gegenstrass, Guckunnerkraut (Augsburg), Porich, Porrist und Wohlgemuth (Ostpreußen).

## Beschreibung

### Vegetative Merkmale
Borretsch ist eine einjährige krautige Pflanze und erreicht Wuchshöhen von bis zu 70 Zentimetern. Stängel und Laubblätter sind borstig behaart. Die derben, dunkelgrünen Laubblätter sind bei einer Länge von 10 bis 15 Zentimetern lanzettlich bis eiförmig. Die unteren Stängelblätter sind rosettig gehäuft, die oberen sind wechselständig. Sie haben einen 2 bis 8 Zentimeter langen Stiel, der bei den oberen Blättern oft undeutlich ist. Die Blattspreite ist etwa 3 bis 10 Zentimeter lang und (0,5-) 2 bis 5 (-8) Zentimeter breit. Sie ist oft wellig und etwas runzelig und beiderseits behaart.

### Generative Merkmale
Die Blütezeit reicht von Mai bis September. Der Blütenstiel ist 0,5 bis 2 Zentimeter lang. Sie sind abstehend bis nickend in etwas beblätterten, ziemlich armblütigen Wickeln, die aber oft zu umfangreichen Doldenrispen zusammengesetzt sind.
Die zwittrigen Blüten sind fünfzählig mit doppelter Blütenhülle. Die fünf Kelchblätter sind verwachsen, die Kelchzipfel sind linealisch, dicht rauhaarig sowie während der Anthese sternförmig zurückgeschlagen. Die Kronblätter sind anfangs rosafarben und färben sich erst später während der Anthese durch die Änderung des pH-Werts leuchtend blau. Die Kronzipfel sind lanzettlich und spitz, die Kroneröhre ist sehr kurz.  Die fünf blauen Kronblätter tragen in der Blütenmitte Schlundschuppen. Die blaulila Staubblätter stehen so eng aneinander, dass sie einen Streukegel bilden. Die Staubbeutel sind etwa 7 Millimeter lang. Der Fruchtknoten ist oberständig und befindet sich ebenso wie der Griffel im Inneren dieses Streukegels.
Die Klausenfrucht zerfällt in Klausen, die ausgereift etwa 5 Millimeter lang und dunkelbraun sind. Sie tragen eine halbkugelig vorgewölbte als weißer Ölkörper ausgebildete Pseudostrophiole.
Die Chromosomengrundzahl beträgt x = 8; es liegt Diploidie vor mit einer Chromosomenzahl von 2n = 16.

## Ökologie

### Lebensform
Bei Borretsch handelt es sich um einen mesomorphen Therophyten und eine Halbrosettenpflanze.

### Bestäubung
Die Blüten sind protandrisch (= vormännlich). Das bedeutet, dass zuerst die Staubblätter reifen und den Pollen freigeben, und anschließend nach Verwelken der Staubblätter die Narbe reift und mitgebrachten Pollen bestäubender Insekten aufnehmen kann. Mit diesem Mechanismus wird die Wahrscheinlichkeit von Selbstbestäubung verringert.
Der in den Blüten enthaltene Farbstoff wirkt als Indikator. Wie Lackmus verfärbt er sich rot, wenn er in saure Lösungen kommt. Bei älteren Blüten ist eine leichte Rotfärbung zu beobachten.
Die blauen Blüten verfügen über leuchtende Strichsaftmale, die für bestäubende Insekten sichtbar, für den Menschen jedoch ohne Hilfsmittel nicht erkennbar sind. Neben Bienen suchen vor allem Hummeln die Blüten auf. Die bestäubenden Insekten fliegen die nickenden Blüten von unten an und halten sich dabei an den Schlundschuppen fest. Berühren sie die Außenseite des Streukegels einer im vormännlichen Stadium befindlichen Blüte, öffnet sich der Streukegel, und Pollen rieselt auf das Insekt herab. Bei Blüten, die im weiblichen Stadium sind, ist der Griffel aus dem Staubblattkegel herausgewachsen. Insekten, die pollenbestäubt eine solche Blüte besuchen, drücken dort den Pollen auf die Narbe des Griffels.

### Fruchtbildung und Ausbreitung

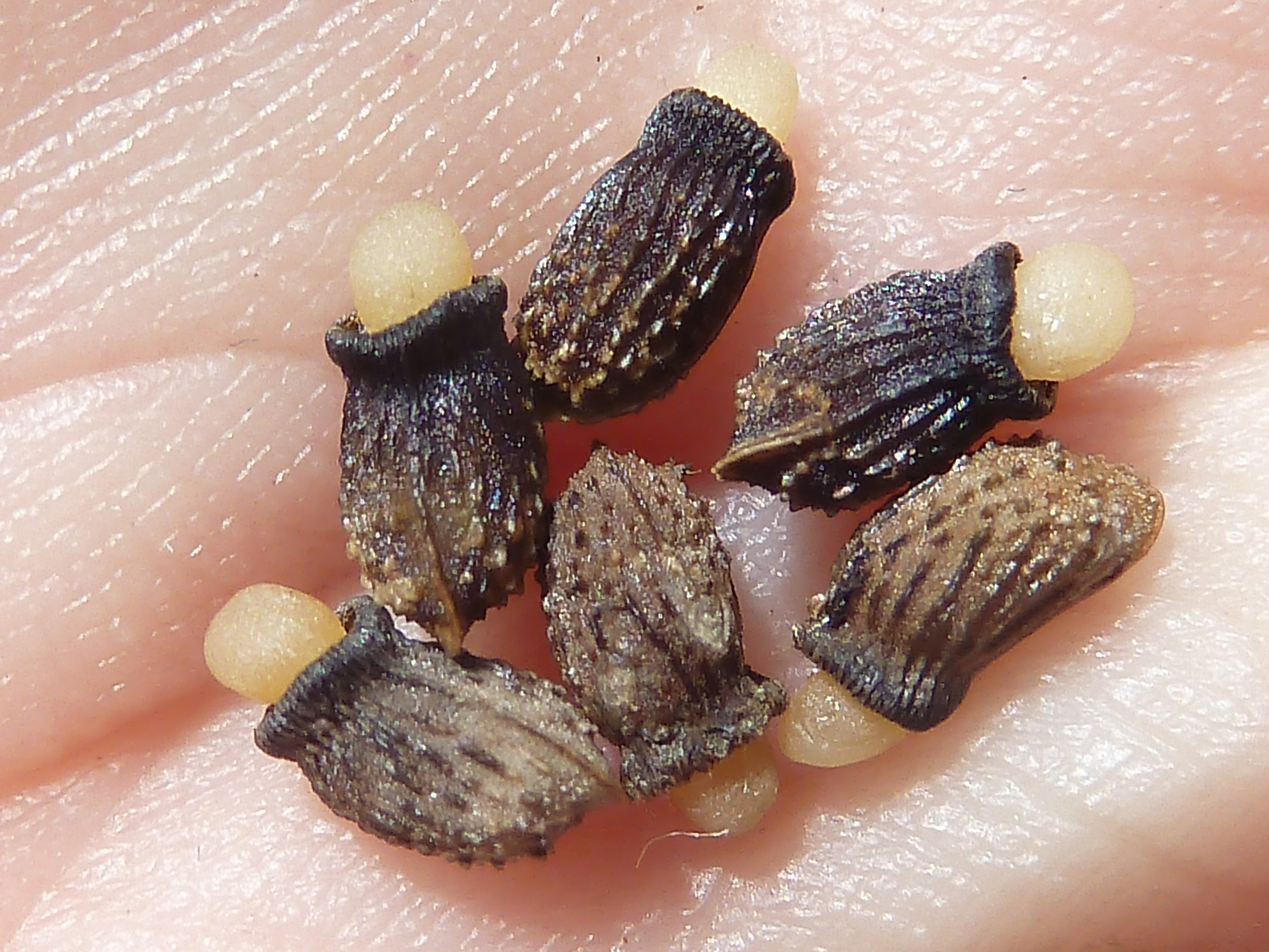
Klausen, deutlich ist das weiße Elaiosom zu erkennen

Bei bestäubten Blüten bildet sich in den vier Fruchtfächern des Fruchtknotens jeweils ein hartes, einsamiges Nüsschen. An der Basis der Klausen befindet sich ein sogenanntes Elaiosom, ein Protein. Durch dieses Elaiosom sind die reifen Samen für Ameisen als Nahrung interessant. Herabfallende Klausen, es sind die Diasporen, werden durch Ameisen eingesammelt und in die oft weit entfernten Baue verschleppt. Das Elaiosom wird dort von den Ameisen abgelöst und der unbeschädigte Samen wieder aus dem Bau heraustransportiert. Diese Ausbreitungsstrategie wird als Myrmechorie bezeichnet.

## Vorkommen
Der Borretsch kommt ursprünglich in Nordafrika, Süd- und Osteuropa und in Westasien vor und ist in Nord- und Südamerika, in Australien, Neuseeland und auf den Azoren und Kanaren ein Neophyt. Er ist im Mittelmeergebiet beheimatet und kommt dort vor allem auf Brachflächen vor. Die Pflanze wird in fast ganz Europa und Nordamerika kultiviert. Aufgrund dieser gezielten Einführung zählt man sie zu den ethelochoren Pflanzen. Als Gartenflüchtling ist sie an einigen Orten verwildert. Verwildert wurde sie noch im Inntal bei Samedan in 1400 bis 1700 Meter Meereshöhe beobachtet.
Die ökologischen Zeigerwerte nach Landolt et al. 2010 sind in der Schweiz: Feuchtezahl F = 3 (mäßig feucht), Lichtzahl L = 4 (hell), Reaktionszahl R = 3 (schwach sauer bis neutral), Temperaturzahl T = 4+ (warm-kollin), Nährstoffzahl N = 4 (nährstoffreich), Kontinentalitätszahl K = 3 (subozeanisch bis subkontinental).
Nach Mitteleuropa gelangte der Borretsch im späten Mittelalter. Er wurde zuerst in Frankreich kultiviert und gelangte von dort aus nach Deutschland. Im 16. Jahrhundert wurde die Pflanze in Bauerngärten häufig angebaut. Angepflanzt wird er auch heute noch in Kräutergärten. Es existiert eine Kulturform mit weißen Blüten.

## Inhaltsstoffe
Borretsch enthält kleine Mengen (etwa 2–10 mg pro Kilogramm getrocknete Pflanze) verschiedener Pyrrolizidinalkaloide (Amabilin, Intermedin, Lycopsamin, Supinin, Thesinin). Amabilin, Intermedin, Lycopsamin und Supinin gelten als toxisch für die Leber. Daher ist nach Angaben des  Bundesinstituts für Risikobewertung ein regelmäßiger Genuss von Borretsch nicht zu empfehlen. Ein gelegentlicher Verzehr gilt als unbedenklich, ebenso ein Verzehr der Blüten und Samen sowie des aus den Samen gepressten Borretschöls, da diese die erwähnten Alkaloide nicht oder nur in Spuren enthalten.
Borretsch enthält außerdem Schleimstoffe, Gerbstoffe, Harz, Saponin, Kaliumnitrat, Kieselsäure, diverse Fettsäuren sowie ätherisches Öl. Der Vitamin-C-Gehalt der frischen Pflanze beträgt 149,3 mg pro 100 g Frischegewicht.
Borretschsamen enthalten zwischen 26 % und 38 % Öl. Dieses hat mit 17 % bis 28 % den höchsten bekannten Anteil an Gamma-Linolensäure und enthält außerdem 35–38 % Linolsäure, 16–20 % Ölsäure, 10–11 % Palmitinsäure, 3,5–5,5 % Gadoleinsäure (11Z-Eicosensäure), 3,5–4,5 % Stearinsäure, 1,5–3,5 % Erucasäure, etwa 1,5 % Nervonsäure, sowie unter einem Prozent von Arachinsäure, Behensäure, Palmitoleinsäure, Vaccensäure, Myristinsäure, Eicosadiensäure und Alpha-Linolensäure.

## Verwendung

### Borretsch in der Pflanzenheilkunde
Als Heilpflanzen werden verwendet:
- Borretschblüten (Boraginis flos, Flores boraginis)

Sie enthalten Bornesit, Allantoin, Schleimstoffe, Kaliumsalze (bis zu 17 %).
In der Volksheilkunde wird die Arzneidroge angewendet bei Harnverhaltung, Fieber, Verschleimung der Atemwege, Durchfall sowie ferner bei Entzündungen, Rheumatismus, klimakterischen Beschwerden und zur Blutreinigung.
- Borretschkraut, auch Gurkenkraut genannt (Boraginis herba)

Die Arzneidroge enthält Gerbstoffe (ca. 3 %), Kieselsäure (1,5–2,2 %), Schleimstoffe (bis zu 11 %) und Pyrrolizidinalkaloide.
Wegen des hohen Pyrrolizidin-Gehalts sollte die Arzneidroge nicht mehr pharmazeutisch angewendet werden, da diese Verbindungen genotoxisch und cancerogen wirken. Auch bei der Verwendung als Küchengewürz ist Vorsicht angezeigt.
- Borretschsamenöl (Boraginis officinalis oleum raffinatum, Boraginis oleum, DAC)

Es enthält Fettsäureglyceride mit einem hohen Anteil an ungesättigten Fettsäuren, insbesondere Gamma-Linolensäure. Es wird bei atopischen Ekzemen (Neurodermitis) eingesetzt.
Laboruntersuchungen haben gezeigt, dass ein Extrakt aus Borretsch Amoebozoa abtötet.

### Borretsch in der Heilkunde
Borretsch symbolisierte Fröhlichkeit und Lauterkeit im Denken. Plinius schrieb: „ich, Borretsch, bringe immer Freude“. Borretsch hatte den Ruf, die Lebensgeister zu wecken. So hieß es bei John Gerard in The Herball, or Generall Historie of Plantes (1597):
„Heute tun die Menschen die Blüten in den Salat, um sich fröhlich zu stimmen und die Laune zu verbessern. Vieles kann man aus der Pflanze machen, was das Herz erleichtert, die Sorgen vertreibt und den Geist erhebt. Die Blätter des Borretsch, im Wein zu sich genommen, machen Männer und Frauen froh und glücklich, vertreiben Trauer, Langeweile und Melancholie, das haben bereits Dioskorides und Plinius bestätigt. Sirup aus Borretschblüten ist gut für das Herz, lässt die Melancholie vergehen und beruhigt die Verrückten.“
Diese positiven Eigenschaften sind aus pharmakologischer Sicht nicht nachvollziehbar; die potentielle Toxizität der Pflanze lässt einen sorglosen Umgang mit ihr als bedenklich erscheinen.

### Verwendung in der Küche

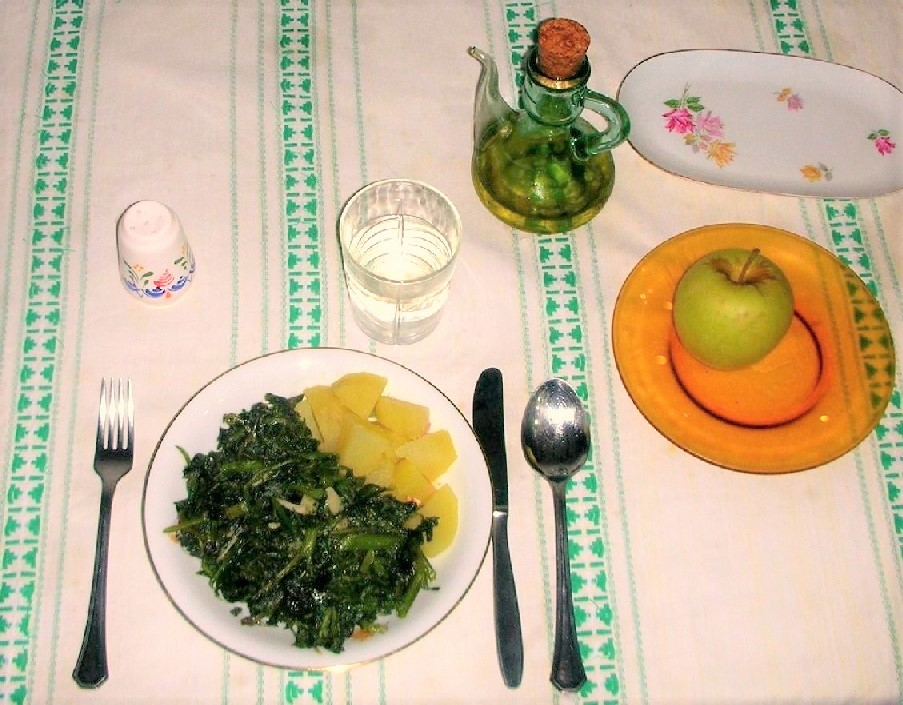
Borretsch gekocht im aragonesischen Stil mit Knoblauch und Kartoffeln.

Die Blätter des Borretschs werden in Salaten gegessen oder in Suppen gekocht, auch eine Zubereitung als Gemüse ähnlich dem Spinat ist möglich. Aus den etwa drei Millimeter großen, dunklen Samen wird Borretschsamenöl gewonnen. Borretsch ist ein Bestandteil der Grünen Soße, die im Raum Frankfurt am Main (als Frankfurter Grüne Soße), in Mittelhessen und im Raum Kassel nach unterschiedlichen Rezepten als typisches Gericht der hessischen Regionalküche zubereitet wird. Borretsch wird dort auf regionalen Wochenmärkten, aber auch beim Lebensmittelhandel verkauft.
Blüten und Blätter haben einen gurkenähnlichen, erfrischenden Geschmack. Sie eignen sich sehr gut zum Aromatisieren von kalten Getränken. Feingehackt benutzt man die jungen Blätter als Würze für Obstsalate und Gemüse.
Die blauen Blüten sind essbar (sie enthalten deutlich weniger Alkaloide als die Blätter), haben einen süßlichen Geschmack und werden gerne als Salatdekoration verwendet. Essig lässt die Farbe der Blüten in rot umschlagen. Die Blüten können kandiert werden und so Süßspeisen dekorieren. Die Blüten werden dazu mit Eischnee bestrichen, mit Puderzucker bestreut und anschließend getrocknet.
In Ligurien wird Borretsch zur Füllung von Ravioli und Pansoti verarbeitet. In Großbritannien wird Borretsch vorwiegend mit dem Likör Pimm’s genossen und ist geschmacksgebender Bestandteil von Gilpin's Westmorland Extra Dry Gin.
Nicht zu verwechseln ist Borretsch mit persischem Borretschkraut (persisch گل گاوزبان Gol-e Gāw-Zabān, ‚Kuhzungenblume‘) einem Raublattgewächs (Echium amoenum), dessen getrocknete Blüten in Iran und seinen Nachbarländern vor allem als Teedroge Verwendung finden, ebenso wenig mit Wiesen-Bärenklau, der früher als Bestandteil von Borschtsch Verwendung fand.

### Imkerei

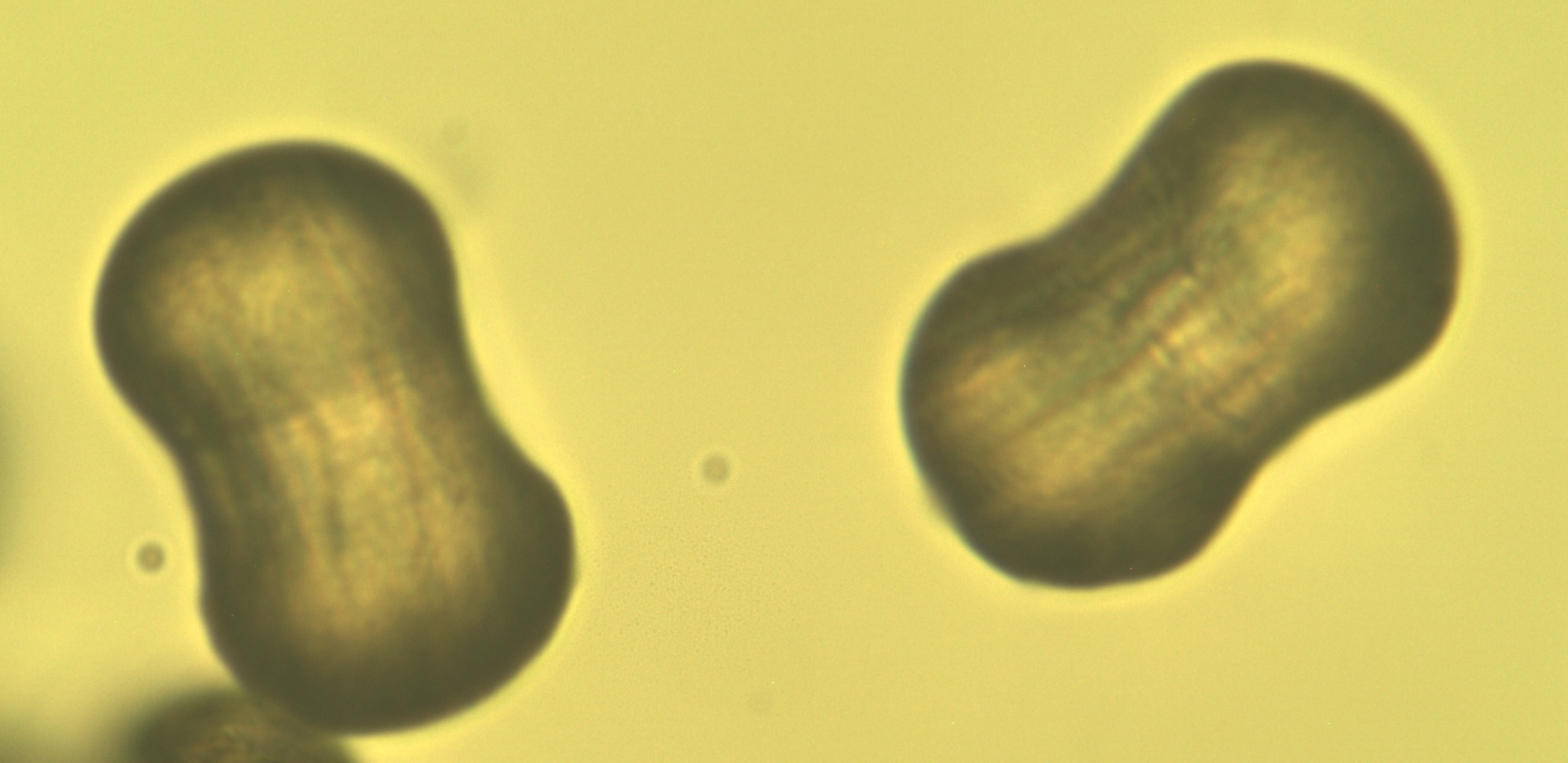
Pollen vom Borretsch (400×)

Für Imker zählt der Borretsch zu den Bienenweiden. Sein Nektar hat einen Saccharose-Gehalt von 42 bis 53 Prozent, jede einzelne Blüte produziert in 24 Stunden durchschnittlich 1,1 bis 1,3 mg Zucker. Von einem mit Borretsch bestandenen Hektar Ackerland lassen sich Honigerträge zwischen 59 und 211 kg pro Blühsaison erzielen.
Nach dem Bundesinstitut für Risikobewertung enthält der Honig von Borretsch Pyrrolizidinalkaloide (Pflanzengifte), die von den Bienen über den Pollen in den Honig eingetragen werden. Die Belastung sollte durch Beimischen von anderen, geringer belasteten Rohhonigen gesenkt werden.

## Geschichte
Vom Mittelalter bis zum Beginn des 19. Jh. galten Zubereitungen aus Borretsch (Borago spec.) und aus Ochsenzungen (Anchusa spec.), insbesondere aus deren Blüten, als wirksame Mittel zur „Reinigung des Blutes“ von „verdorbener roter colera“ und von „überschüssiger melancolia“. Die dazugehörigen Krankheitsbilder waren Herzschwäche, Herzrasen, Ohnmacht, Traurigkeit, Manie, „dreitägliches Fieber“ und „viertägliches Fieber“. Beiden Pflanzen wurden die gleichen Wirkungen zugeschrieben.
Unter dem Namen „Manus Christi“ galten Zucker-Verreibungen mit Destillaten aus Borretsch-Blüten oder aus Ochsenzungen-Blüten als Mittel gegen stärkste Schwächezustände bei Krankheiten des Herzens und gegen „Unsinnigkeit durch die Dämpfe der Melancholie“. Adel und aufstrebendes Bürgertum der frühen Neuzeit veredelten diese „Christus-Hände“ durch die Zugabe von zerstampften Perlen und von fein verriebenem Gold. Zusammen mit Duftveilchenblüten zählten Ochsenzungen- und Borretsch-Blüten zu den „drei flores cardinales bzw. cordiales.“ Zeitgenössische Fallbeschreibungen des Pseudo-Arnaldus de Villanova und des Straßburger Wundarztes Hieronymus Brunschwig legen nahe, dass Zubereitungen aus Borretsch und Ochsenzungen auch zur Behandlung von Kranken eingesetzt wurden, die „von Sinnen kamen, dass man sie binden musste.“
Zu Beginn des 19. Jh. wurden beide Pflanzen aus dem offiziellen therapeutischen Arsenal verbannt. 1991 veröffentlichte die Kommission E des ehemaligen Bundesgesundheitsamtes eine (Negativ-)Monographie über Boretsch-Blüten und Boretsch-Kraut, in der insbesondere wegen der im Borretsch in wechselnden Mengen enthaltenen, toxischen Pyrrolizidinalkaloide eine therapeutische Anwendung von Blüten und Kraut als nicht vertretbar beurteilt wurde.

### Historische Abbildungen

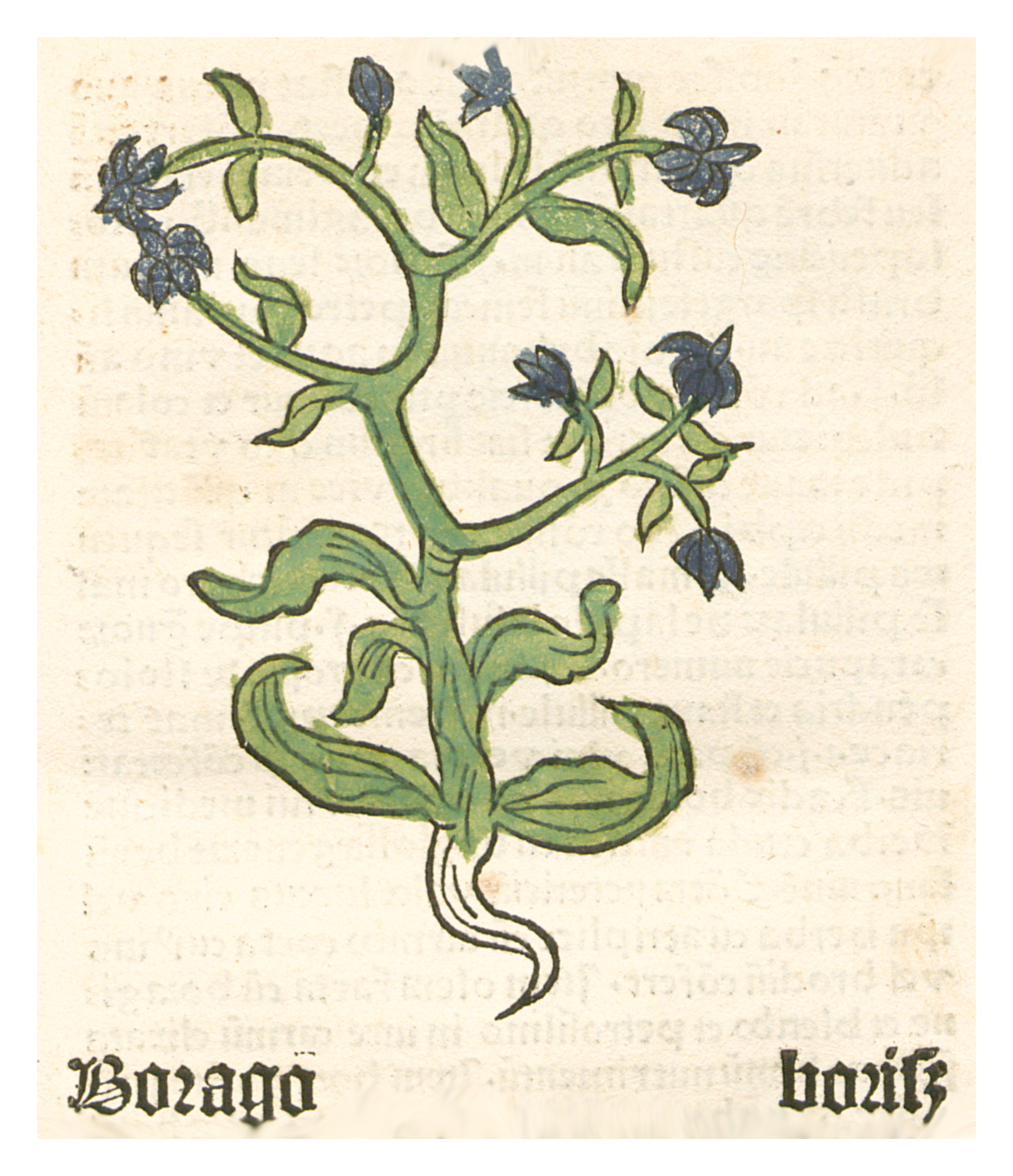
Borago. Herbarius moguntinus. Mainz 1484
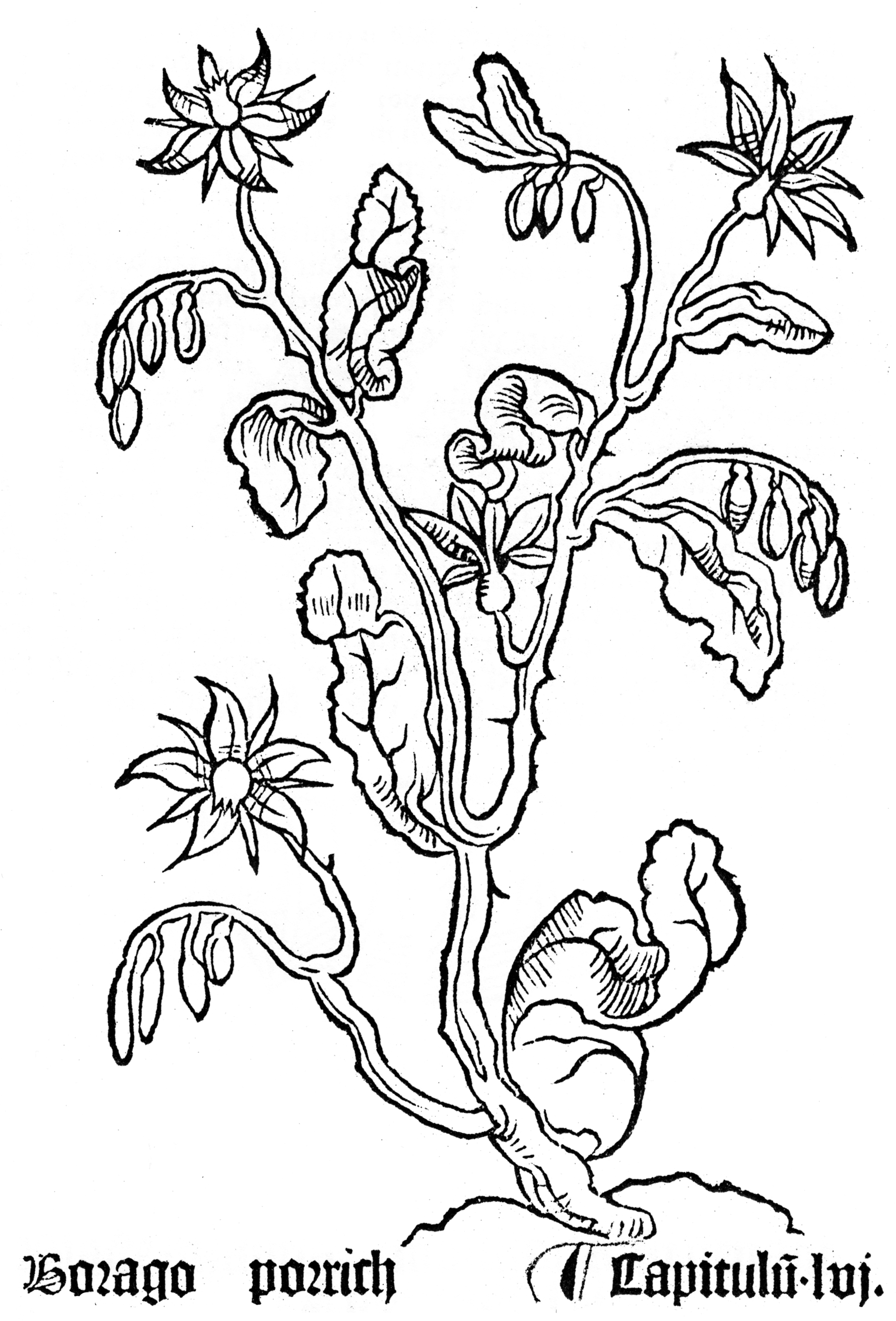
Borago. Gart der Gesundheit. Mainz 1485
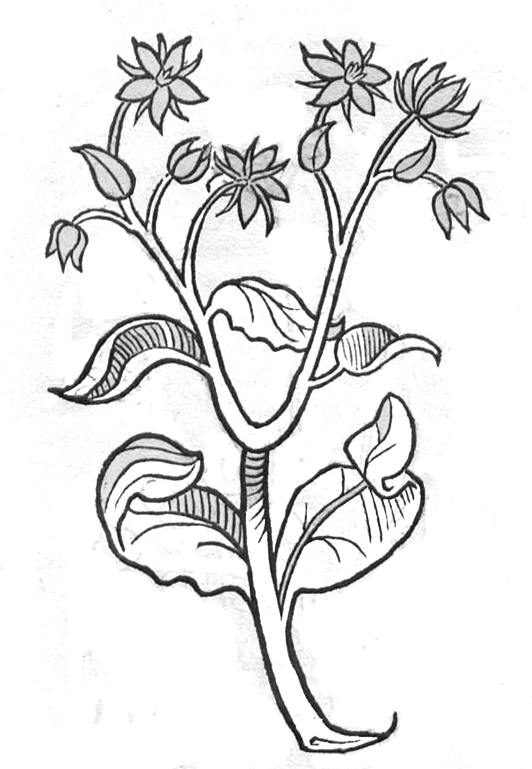
Borago. Hortus sanitatis. Mainz 1491
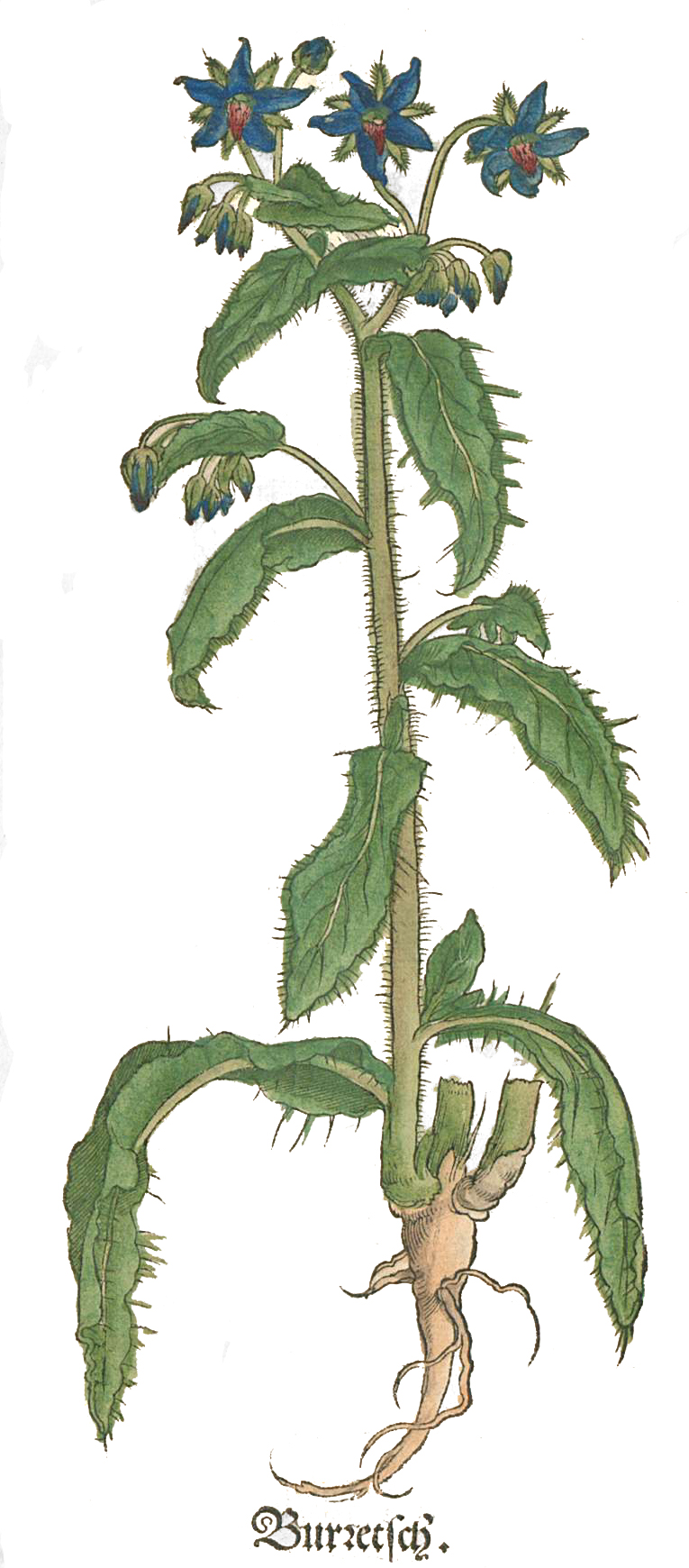
Burretsch. Otto Brunfels. Contrafeyt Kreüterbuch. Straßburg 1532
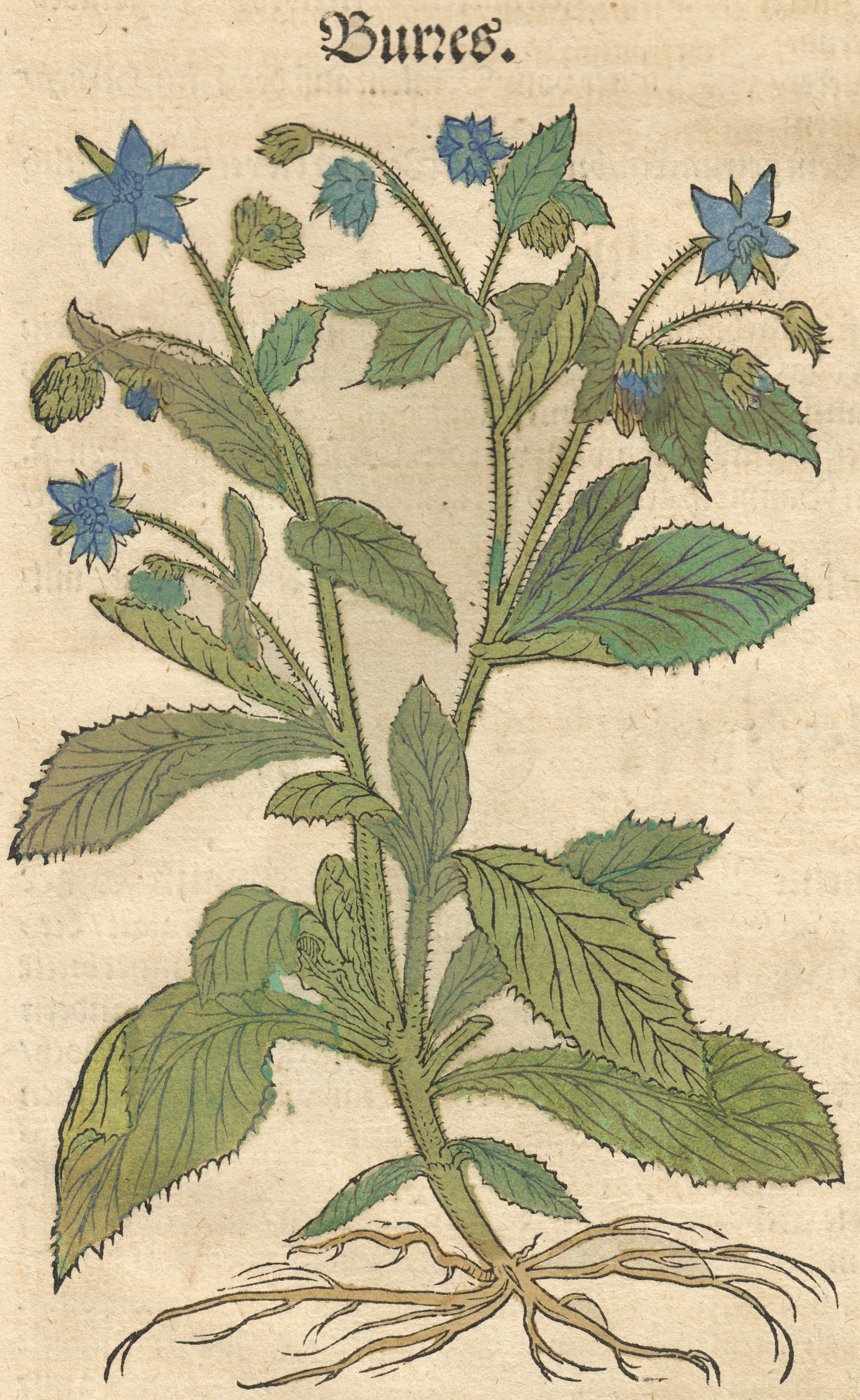
Burres. Hieronymus Bock. Kreüterbuch. Straßburg 1546